# باول براغ
باول براغ (بالإنجليزية: Paul Bragg) هو اخصائي تغذية أمريكي، ولد في 6 فبراير 1895 في بيتسفيل في الولايات المتحدة، وتوفي في 7 ديسمبر 1976 في ميامي بيتش في الولايات المتحدة.